# Juan Carlos Bravo
Juan Carlos Bravo (Argentina) era un exfutbolista argentino. Jugaba de defensor y se retiró en Estudiantes.

## Trayectoria
Surgió en las divisiones inferiores de Independiente, sin mucha continuidad en el equipo de Avellaneda fue adquirido por Estudiantes en 1970, club con el que consiguió llegar a Primera División en 1977. En 1979 pasó a Tigre y en 1980 se retiró en el club de sus amores, Estudiantes y además el banco de suplentes local del Estadio Ciudad de Caseros lleva el nombre de Juan Carlos Negro Bravo en su honor.

## Clubes
| Club             | País      | Año       |
| ---------------- | --------- | --------- |
| Independiente    | Argentina | 1968-1969 |
| Estudiantes (BA) | Argentina | 1970-1977 |
| Tigre            | Argentina | 1979      |
| Estudiantes (BA) | Argentina | 1980      |

## Logros
| Título                        | Club             | País      | Año  |
| ----------------------------- | ---------------- | --------- | ---- |
| Segunda División de Argentina | Estudiantes (BA) | Argentina | 1977 |
| Segunda División de Argentina | Tigre            | Argentina | 1979 |